# Santiago Cordero
Pour les articles homonymes, voir Cordero.

a Compétitions nationales et continentales officielles uniquement.

b Matchs officiels uniquement.
Dernière mise à jour le 11 décembre 2024.
Santiago Cordero, né le 6 décembre 1993 à Buenos Aires (Argentine), est un joueur international argentin de rugby à XV et à sept, jouant au poste d'ailier ou d'arrière au Connacht.
Il est le frère de Facundo Cordero, joueur des Glasgow Warriors.

## Biographie

### Carrière en club
Il fait ses débuts au club Regatas de Bella Vista en Argentine. Il joue avec Jaguares, la franchise argentine du Super Rugby. 
Il évolue ensuite aux Exeter Chiefs en Premiership puis à l'Union Bordeaux Bègles en Top 14 depuis 2019. Intégré dans le groupe élargi de l'Argentine pour disputer la Coupe du monde au Japon, il n'est finalement pas retenu avec les Pumas et arrive à Bordeaux pour la 3e journée de Top 14 où il se voit refuser deux essais lors de la victoire à Castres.
En mars 2023, il est annoncé au Connacht à partir de la saison 2023-2024.

### Carrière internationale
International argentin de rugby à sept depuis 2012 où il participe à la première étape de la saison de World Rugby Sevens Series lors de l'Australia rugby sevens, il participe également aux étapes sud-africaine, australienne, néo-zélandaise et américaine (sans toutefois disputer de rencontres dans cette dernière étape) de la saison 2014-2015. La saison suivante, il dispute l'étape française disputée à Paris.
Il obtient sa première sélection avec l'équipe d'Argentine de rugby à XV dans le cadre du Rugby Championships lors de l'édition 2015 où il joue deux matchs.
Il participe à la Coupe du monde en 2015 où il dispute six rencontres, face à la Nouvelle-Zélande, la Géorgie, les Tonga, l'Irlande, l'Australie et l'Afrique du Sud et inscrit trois essais.

## Palmarès

### En club
- Exeter Chiefs
  - Finaliste du Championnat d'Angleterre en 2018 et 2019

### Distinctions personnelles
- Meilleur marqueur d'essais de la Coupe d'Europe en 2021

## Statistiques
Au 14 juillet 2019, Santiago Cordero compte 54 sélections avec l'équipe d'Argentine, dont 42 en tant que titulaire, depuis son premier match disputé le 9 novembre 2013 à Twickenham contre l'Angleterre. Il inscrit 85 points, soit 17 essais.